# Ahmet Suat Özyazıcı Stadı
Das Ahmet Suat Özyazıcı Stadı ist ein reines Fußballstadion in der türkischen Stadt Trabzon. Benannt ist das Stadion nach Ahmet Suat Özyazıcı, der Trabzonspor als Trainer zu vier Meisterschaften führte.

## Geschichte
Das Stadion hieß früher Sahil-2 Stadı, bis es am 24. Januar 2010 zu Ehren von Ahmet Suat Özyazıcı umbenannt wurde. Viele Mannschaften in und um Trabzon nutzen das Stadion regelmäßig, auch viele Jugendmannschaften tragen ihre Spiele in dem Stadion aus.

## Lage und Kapazität
Das  Ahmet Suat Özyazıcı Stadı befindet sich in unmittelbarer Nähe des Schwarzen Meeres. Südlich des Stadions verläuft die E 70, die man von der Tribüne aus noch sehen kann.
Es gibt eine Haupt- und eine Südtribüne. Die Tribünen sind beide komplett überdacht und mit Sitzplätzen ausgestattet.